# Ouled Slama (Algeria)
Ouled Slama è un comune dell'Algeria, situato nella provincia di Blida.